# Ahmed Reda Ennaim
Ahmed Reda Ennaim (en arabe : احمد رضا النعيم), né en 1996, est un nageur marocain.

## Carrière
Ahmed Reda Ennaim obtient la médaille de bronze du relais 4 x 100 mètres quatre nages aux Championnats d'Afrique de natation 2016 à Bloemfontein.